# Chegando de Mansinho
Chegando de Mansinho é um álbum do músico brasileiro Dominguinhos, lançado em 2002.
Com este álbum, Dominguinhos foi agraciado com o primeiro de seus dois Grammys Latinos. O álbum foi o vencedor na categoria Melhor Disco Regional de 2002.

## Faixas
01 - Puxa-puxa, rala coco (Dominguinhos – Nando Cordel)

02 - Xote Puladinho (João Silva)

03 - Plantio de amor (Dominguinhos – Climério)

04 - Preciso do teu sorriso (João Silva – Enok)

05 - Sanfona sentida (Dominguinhos e Anastácia)

06 - Forró do sapateiro (Petrúcio Amorim)

07 - A lavadeira (Maciel Melo – Rogério Rangel)

08 - Chegando de mansinho (Dominguinhos – Anastácia)

09 - O cheiro puro deste chão (Dominguinhos – Wally Blanch)

10 - Lisbela (Caetano Veloso – Almino)

11 - Seu Luiz e São João (Zezum)

12 - Pensando nela (Jorge de Altinho)

13 - Tô indo embora (Felix Porfírio)

14 - Zé Pequeno, você é grande (Dominguinhos)